# 四罪
四罪是中国神話中危害天下的四柱恶神，常与四凶混同。

## 四罪恶神
- 共工
- 驩兜
- 鯀
- 三苗

《尚書·舜典》：“流共工于幽州（今北京市、天津市、河北省北部、遼寧省全境地域），放驩兜于崇山（今湖南省張家界市），窜三苗于三危，殛鲧于羽山，四罪而天下咸服。”